# Urinetown
Urinetown - the musical är en amerikansk musikal, som skrevs av Greg Kotis och Mark Hollman och hade sin urpremiär på Broadway i New York City 6 maj 2001.
Musikalen handlar om en stad där vattenbristen är så allvarlig att allmänheten är tvungen att använda offentliga toaletter istället för privata och således betala för sina toalettbesök. Företaget Urine Good Company har monopol på de offentliga toaletterna. Kampen för frihet och demokrati, med musikalens hjälte Bobby Strong i spetsen, börjar och det är utgångsläget för historien.
Urinetown lånar friskt från andra musikaler och driver med dem. Nordisk urpremiär hade musikalen i Åbo Svenska Teater 19 oktober 2006. Huvudrollerna innehades av Peter Kanerva, Maria Udd, Kent Sjöman m.fl. Under våren 2007 hade Urinetown svensk urpremiär på Kulturama i Stockholm, där Johan Schildt stod för regi och svensk översättning. I maj 2012 sattes musikalen upp på S:t Eriks gymnasium i översättning av Jesper Bengtsson och regi av Mia Malby. Uppsättningen fick mycket bra kritik, bland annat från utbildningsförvaltningen i Stockholm Stad.